# Freycinetia stonei
Freycinetia stonei är en enhjärtbladig växtart som beskrevs av Huynh. Freycinetia stonei ingår i släktet Freycinetia och familjen Pandanaceae. Inga underarter finns listade.